# Journal of Agronomy and Crop Science
Journal of Agronomy and Crop Science is een internationaal, aan collegiale toetsing onderworpen wetenschappelijk tijdschrift op het gebied van de landbouwkunde. De naam wordt in literatuurverwijzingen meestal afgekort tot J. Agron. Crop Sci.